# Christian Hohenadel
Christian Hohenadel (né le 20 septembre 1976 à Dudweiler) est un pilote automobile allemand. Il est champion d'Europe FIA GT3 en 2010.

## Biographie
Hohenadel commence sa carrière dans le sport automobile en 1987 en karting, où il est actif jusqu'en 1996. À partir de 1993, Hohenadel fait ses débuts en Formule dans la Formule BMW allemande. À partir de 1998, il participe à la Formule Ford allemande pendant deux ans. Lors de sa deuxième saison, il termine huitième avec une victoire. En 2000, il passe à la Formule Palmer Audi et termine deuxième derrière Bruce Jouanny.
En 2001, Hohenadel quitte les courses de formule et passe à la course de tourisme. Il fait une saison dans le V8-Star, une série de voitures de tourisme allemandes, et termine 22e au général. En 2002, il reste dans cette série et fait sept courses. Il termine la saison à la 19e place du classement des pilotes. En 2003, il passe à l'Alfa Romeo 147 Cup allemande et termine la saison troisième du championnat. En 2004, il reste dans cette série. En 2005, Hohenadel vient dans la Seat Leon Supercopa allemande. Avec deux victoires, il termine cinquième au classement général lors de sa première saison. En 2006, Hohenadel occupe la cinquième place au classement général. Cependant, cette année, il remporta quatre courses. En 2007, le pilote de course dispute sa troisième saison dans la SEAT Leon Supercopa allemande. Il remporte une course et termine septième du championnat.
Après que Hohenadel dispute ses premières courses en course Grand tourisme dans l'ADAC GT Masters en 2007. Il fait toutes les courses du championnat 2008, il remporte une course, monte quatre fois sur le podium et termine la saison à la cinquième place du classement général. En 2009, Hohenadel dispute une nouvelle saison dans l'ADAC GT Masters. Avec une victoire, il prend la quatrième place du classement général. Il fait aussi ses débuts dans le Championnat d'Europe FIA GT3. En 2010, Hohenadel revient l'ADAC GT Masters et termine 14e au classement des pilotes. Cependant, son objectif principal cette saison est le Championnat d'Europe FIA GT3. Avec son coéquipier Daniel Keilwitz, il remporte quatre courses et devient champion d'Europe FIA GT3.
En 2011, Hohenadel passe au Championnat du monde FIA GT1. Pour Hexis AMR, il est en compétition avec Andrea Piccini dans une Aston Martin DBR9. Les deux remportent la course de championnat au Sachsenring.
En 2013, Hohenadel débuté pour l'équipe Callaway Competition dans l'ADAC GT Masters. Il partage la Corvette C6 Z06-R GT3 avec son coéquipier Andreas Wirth.
Il vient ensuite dans l'endurance. Il finit deuxième des 24 Heures du Nürburgring en 2016 à bord d'une Mercedes-AMG GT3 de HTP Motorsport.
En 2022, il dirige l'équipe Winward Racing qui engage une Mercedes-AMG GT3 en GT World Challenge Europe Endurance Cup.